# 柯清輝
柯清輝，SBS，JP（英文名：Raymond Or，1949年—），人稱「柯大俠」，福建廈門出生，香港上市公司思捷環球(港交所：330)前任執行主席兼執行董事，國際資源控股(港交所：1051)前副主席，直至2017年5月26日退任，中策集團(港交所：235)非執行主席、非執行董事及前行政總裁，電視廣播有限公司(港交所：511)獨立非執行董事，恆生銀行前副董事長兼行政總裁。

## 生平
柯清輝7歲來香港，就讀於北角的蘇浙小學，中學時期就讀於英皇書院（1962年起入讀，1967年中五），其後於香港大學畢業，取得經濟及心理學學士銜。1972年加入香港上海滙豐銀行，任見習行政人員，曾任職於人事部、證券部及零售銀行部，1980年出任信貸經理，1995年升任副總經理，2000年2月1日獲升任為總經理，2005年1月1日成為香港上海滙豐銀行執行董事。2005年5月25日，被滙豐調任為恒生銀行副董事長兼行政總裁。柯清輝亦曾任香港銀行公會主席。政府於2009年7月1日公佈柯清輝獲頒授銀紫荊星章。

## 家庭
柯清輝已婚，有四個子女，喜好與家人去旅行。

## 馬主生涯
柯清輝由2023/2024馬季開始在香港賽馬會成為馬主，擁有名下團體馬匹「好日子」（馬主是開心團體）。